# Dietmar Poszwa
Dietmar Poszwa (* 27. Juni 1972) ist ein deutscher Unternehmer. Er war von 1999 bis 2011 Boxpromoter und Geschäftsführer, Gesellschafter und Manager von Spotlight Boxing und Mitarbeiter bei Universum Box Promotion.

## Leben
Nach dem Abitur 1992 machte Poszwa von 1993 bis 1995 eine Ausbildung zum Bankkaufmann. Im Anschluss studierte er von 1995 bis 1998 Betriebswirtschaftslehre in Hamburg. Bevor er in das Boxgeschäft einstieg, war Poszwa ab 1997 in den Gastronomie- und Spielhallenbetrieben seines späteren Schwiegervaters, Klaus-Peter Kohl, tätig.
Angeleitet von Kohl begann seine Karriere im Boxgeschäft 1999, er betreute zunächst die Webseite des Universum-Boxstalls, welche vom ADC, dem Art Director’s Club, ausgezeichnet wurde.
2001 wurden Kooperationen im Musikgeschäft ausgebaut. Als Geschäftsführer der neu gegründeten UE Universum Entertainment GmbH (u. a. mit Klaus-Peter Kohl und dem Hamburger Musik-Produzenten Alex Christensen) wurde bereits die erste Zusammenarbeit mit Polydor 2001 – beim Boxkampf Vitali Klitschko vs. Ross Puritty – mit Platin ausgezeichnet, es wurden mehr als 300.000 Alben verkauft. Es folgten unter anderem Projekte mit Meat Loaf und Bryan Adams.
Im September 2003 gründete Poszwa den Boxstall Spotlight Boxing, blieb aber weiterhin auch für Universum tätig. Dennoch betonte Poszwa bei der Gründung, Spotlight sei ein von Universum „unabhängiges Produkt“, obwohl er auch die Infrastruktur und Trainer des Boxstalls seines Schwiegervaters Kohl nutzte. Als erste Sportler nahm Poszwa Dimitri Sartison und Egon Roth unter Vertrag. Die anfängliche Ablehnung des Projekts durch Kohl änderte sich später, da der Boxstall auch helfe, die Universum-Boxer bekannter zu machen. Als Traumziel für seinen Boxstall gab Poszwa, der bei Universum langfristig Kohls Nachfolge antreten sollte, aus, „mit Spotlight-Boxern in den vier großen Verbänden um WM-Titel zu kämpfen“.
In seiner Zeit bei Spotlight Boxing/Universum Box Promotion baute Poszwa die Karrieren von zahlreichen Profi-Sportlern mit auf darunter Regina Halmich, Luan Krasniqi, Felix Sturm und Jürgen Brähmer. Zuständig war er außerdem für die Nachwuchsarbeit. Zu Poszwas Schützlingen gehörten neben anderen Gennady Golovkin, Marcos Maidana, Sebastian Zbik, Ina Menzer, Susianna Kentikian, Dimitri Sartison, Vitaly Tajbert und Firat Arslan.
Spotlight Boxing ging mit den Fernsehsendern ProSieben, Eurosport und Sport1 Verträge ein, die die Boxkämpfe ausstrahlten, darunter auch der Kampf zwischen Regina Halmich und Fernsehmoderator Stefan Raab. Poszwa führte Boxveranstaltungen in mehreren Ländern durch, neben Deutschland auch in Österreich, Slowenien und Tschechien.
Nach dem Verkauf von Universum Box-Promotion arbeitete Poszwa weiter mit seinem Schwiegervater Klaus-Peter Kohl zusammen. 2010 stiegen beide als Gesellschafter in das Unternehmen von Frank Blin ein, das „Hofbräu Wirtshäuser“ betreibt. Es wurden weitere solcher Lokale in Hamburg und Berlin eröffnet, 2018 übernahmen Kohl und Poszwa die Mehrheitsanteile an dem Unternehmen.
Dietmar Poszwa ist seit 1999 mit Gaby Kohl, der Tochter von Klaus-Peter Kohl, verheiratet. Das Paar hat eine Tochter und einen Sohn. Die Eigenschaft, „eigentlich rund um die Uhr“ zu arbeiten, habe er von seinem Schwiegervater Kohl, äußerte Poszwa im September 2003.

## Auszeichnungen
- 2005 WBO International Promoter of the year
- 2006 WBO Intercontinental Promoter of the year & WBC Promoter of the year
- 2007/2008 WBA Young Generation Promoter
- 2009 WBA Executive of the year